# Università Cattolica di Eichstätt-Ingolstadt
L'Università Cattolica di Eichstätt-Ingolstadt (in tedesco: Katholische Universität Eichstätt-Ingolstadt) è un'università tedesca con sede principale ad Eichstätt, in Baviera. La facoltà di economia si trova nella vicina città di Ingolstadt.

## Storia
La storia della formazione superiore ad Eichstätt risale al seminario Collegium Willibaldinum, fondato nel 1564 dal vescovo Martin von Schaumburg; il collegio fu retto per numerosi anni, dal 1614 al 1773, dai gesuiti e richiamava studenti anche da altre diocesi; con la secolarizzazione il collegium si dissolse. Nel 1843 venne fondato un Liceo vescovile che divenne nel 1924 Bischöfliche Philosophisch-Theologische Hochschule ("Scuola superiore vescovile di Teologia e Filosofia"). Nel 1972 questa si fuse con la Pädagogischen Hochschule Eichstätt (fondata nel 1958) dando vita al Gesamthochschule Eichstätt. Nel 1980 prese il nome di Università Cattolica di Eichstätt. Il nome attuale Università Cattolica di Eichstaett-Ingolstadt è stato creato nel 2001, dopo che, nel 1989, la facoltà di economia (WFI - Ingolstadt School of Management) era stata fondata a Ingolstadt.
La città di Ingolstadt aveva ospitato la prima università della Baviera, fondata nel 1472 con l'approvazione del papa. Questa istituzione fu successivamente trasferita prima a Landshut e poi nella capitale Monaco, oggi è la Ludwig-Maximilians-Universität München dal re Ludovico nel 1826. Uno dei rettori più famosi della vecchia Università di Ingolstadt fu il gesuita Pietro Canisio.
Un importante ruolo nella formazione dell'università è stato svolto dall'ex arcivescovo di Monaco e Frisinga, Joseph Ratzinger (Papa Benedetto XVI), che in seguito ottenne un dottorato onorario dall'università. Tra gli altri che hanno ricevuto dottorati onorari dall'università ci sono il filosofo Karl Popper e l'ex vescovo di Eichstätt Alois Brems. 
Dal 1998 il Collegio Orientale, un'istituzione accademica associata all'università, ospita giovani teologi e sacerdoti provenienti dalle chiese dell'Europa orientale e orientale che continuano i loro studi post laurea ad Eichstätt.

## Organizzazione
L'università è divisa in otto facoltà:
- Economia (Ingolstadt)
- Filosofia e pedagogia
- Lingue e letteratura
- Matematica e geografia
- Pedagogia della religione
- Servizi sociali
- Storia e scienze sociali
- Teologia